# Відмінкова граматика
Відмінкова граматика — спосіб опису семантики речення (за винятком модальних і перформативних елементів) як системи семантичних валентностей, тобто через зв'язки головного дієслова з ролями, що зумовлюються значенням цього дієслова і виконуються іменними складниками. Іноді розглядається як один з різновидів генеративної граматики.
Фундаментальна гіпотеза відмінкової граматики полягає в тому, що граматичні функції, такі як суб'єкт або об'єкт, визначаються глибокою семантичною валентністю дієслова, яка знаходить свій синтаксичний корелят у таких граматичних категоріях, як суб'єкт і об'єкт, а також у граматичних відмінках, таких як називний і знахідний відмінки. Філлмор (1968) висуває таку ієрархію для універсального правила вибору предмета:
Агентив < Інструменталіс < Об'єктив
У межах відмінкової граматики з боку семантики описано багато мов. Результати подібних досліджень використовуються в працях штучного інтелекту (в галузі семантики фреймів) та психолінгвістики.

## Історія
Відмінкова граматика виникла в межах генеративної граматики наприкінці 1960-х років у працях Ч. Філлмора. Як метод граматичного опису розвивалася під впливом досліджень Кеннета Лі Пайка.
Підходи лінгвістів (В. Чейфа, Дж. Андерсона, Дж. Грубера, В. Кука та інших) до відмінкової граматики розрізняються за: типом логічної структури речення, набором ролей і припустимих поєднань, що мають назву «відмінкові рамки» або фрейми. Відмінкова рамка описує важливі аспекти семантичної валентності дієслів, прикметників та іменників. Фрейми регістру підлягають певним обмеженням, наприклад те, що глибокий регістр може зустрічатися лише один раз у реченні. Деякі випадки є обов'язковими, а інші — факультативними. Обов'язкові відмінки не можна видаляти, ризикуючи отримати неграматичні речення. Наприклад, Мері дала яблука є неграматичним у цьому значенні.
Протягом 1970-х і 1980-х років Чарльз Філмор поширив свою початкову теорію на так звану фреймову семантику. Волтер А. Кук, SJ, професор лінгвістики Джорджтаунського університету, був одним із найвидатніших теоретиків регістрової граматики після оригінальної роботи Філлмора. Кук присвятив більшу частину своїх наукових досліджень з початку 1970-х до 1990-х років подальшому розвитку граматики відмінків як інструменту для лінгвістичного аналізу, методології навчання мови та інших застосувань, і був автором кількох великих текстів і багатьох статей з граматики відмінків. Кук підготував кілька докторських дисертацій (див., наприклад, Moskey 1978), застосовуючи відмінкову граматику в різних сферах теоретичних і прикладних лінгвістичних досліджень.

## Теорія глибинних відмінків
Завдяки теорії глибинних семантичних відмінків можна чітко представити внутрішню структуру пропозиції, структурувати відношення між елементами глибинних і семантичних структур. Філлмор подав план вмісту речення як пропозицію — тимчасовий набір семантико-синтаксичних функцій («ролей») для іменних компонентів, склад і взаємовідношення яких задається лексичним значенням предикативного знаку, як правило, дієслова. Предикат в поверхневій структурі (англ. surface structure) речення зазвичай виражається дієсловами, але інколи — службовими словами
Глибинні відмінки часто можуть не відповідати поверхневим відмінкам (або їх аналогам в аналітичних мовах), тому в межах відмінкової граматики пропонується система правил перетворення з глибинної структури (англ.deep structure) на поверхневу :115:
- Відмінок Agent (A) виражається підметом;
- Якщо у певному реченні відмінок Agent (A) не виступає підметом, тоді позицію підмета займає слово з відмінком Beneficiary (B);
- Якщо підметом не виступає відмінок Beneficiary (B) — тоді ним виражається відмінок Object (O).

Правила формального висловлювання відмінків описують відповідність глибинних відмінків і елементів поверхневої структури речень даної мови: так, в англійській мові відмінку у поверхневій структурі зазвичай відповідає прийменник with, проте, якщо слово з відмінком «інструмент» вживається у функції підлягає, привід with усувається. Особливе правило вказує, що при дієслові play прийменник with може як елімінуватися (He can play piano 'Він вміє грати на фортепіано'), так і замінюватись прийменником on (He is playing sonata on the piano 'Він грає сонату на фортепіано'):115-116.
До недоліків теорії слід віднести відсутність точних визначень та критеріїв виділення семантичних ролей, невизначеність статусу ролей у деривації речення, ступеня повноти набору ролей та межі між рольовими та іншими елементами речення.